# Ito (football)
Pour les articles homonymes, voir Antonio Álvarez, Antonio Pérez (homonymie), Álvarez, Pérez et Ito.
Antonio Álvarez Pérez dit Ito est un footballeur espagnol né le 21 janvier 1975 à Almendralejo.

## Carrière
- 1991-1997 : CF Extremadura  Espagne
- 1997-1998 : Celta Vigo  Espagne
- 1998-2004 : Betis Séville  Espagne
- 2004-2007 : Espanyol Barcelone  Espagne
- 2007-2009 : Córdoba CF  Espagne
- 2009-2010 : CP Cacereño  Espagne